# Dürbig & Co.
Die Gründung der Firma Dürbig & Co. geht auf Heinrich Johann Merck zurück. Dieser kam 1794 nach Hamburg und begründete das Unternehmen H. J. Merck, das sich mit dem Vertrieb von industriell gefertigtem englischem Stopfgarn, genannt Twist, befasste. Anstelle des Twist trat später die Baumwolle.

## Geschichte

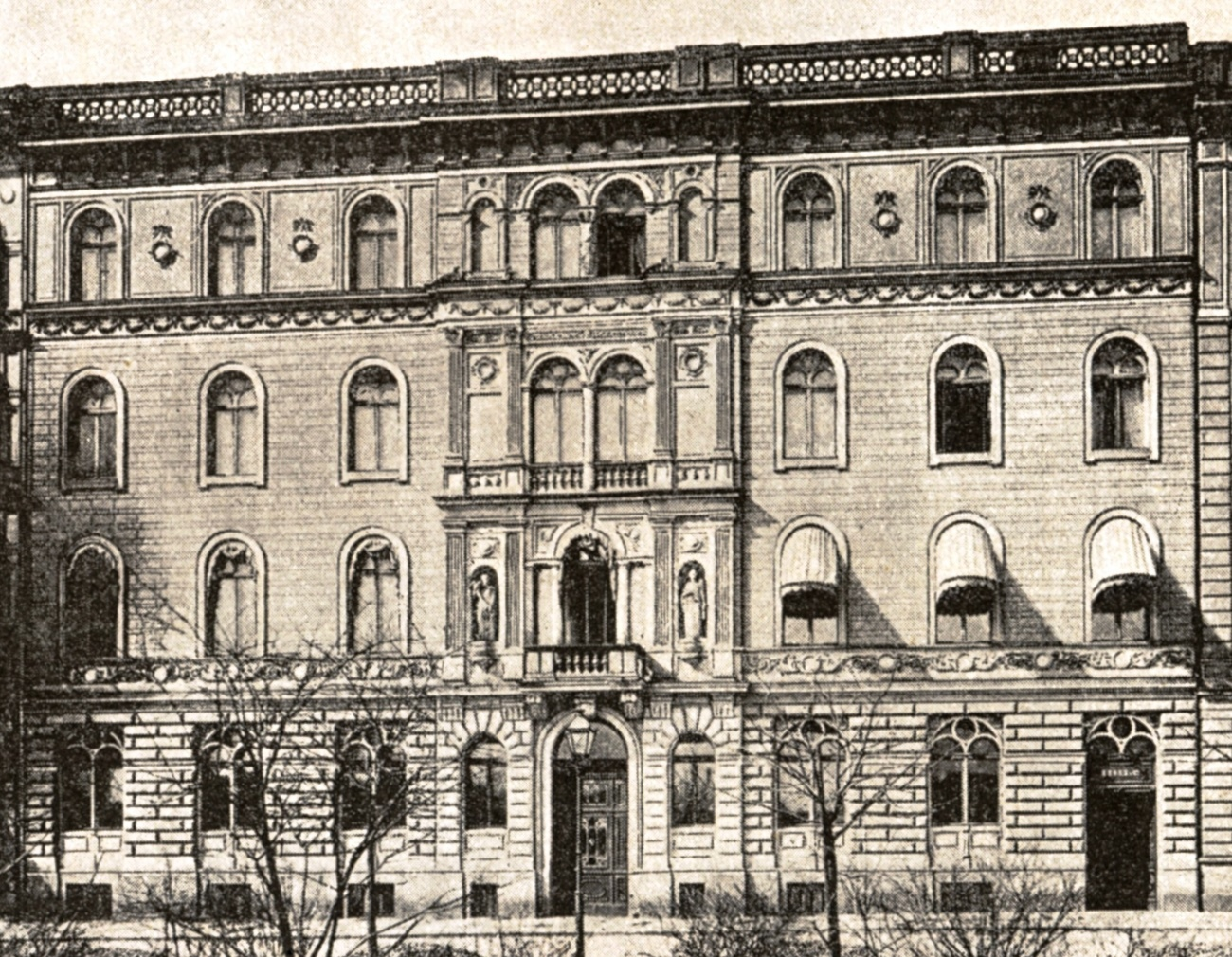
Die Schillerstr. 6 in Leipzig, das war über Jahrzehnte der Firmensitz von Dürbig & Comp.

Johann Christian Dürbig (1790–1860) wurde 1815 Teilhaber des Stammhauses H. J. Merck & Co. in Hamburg. J. C. Dürbig war der Neffe von H. J. Merck, sie stammten beide aus Schweinfurt. Mit seinem Partner Dürbig gründete Merck 1816, in Leipzig Katharinenstraße 16, eine neue Filiale mit der Bezeichnung Englische Garnhandlung, anfänglich mit dem Firmennamen Merck, Dürbig & Co., 1852 entfiel der Namenszusatz Merck. Teilhaber wurde der Kaufmann Friedrich Otto Keilberg. Am 1. Juli 1817 wurde ein weiteres Tochterhaus in Manchester gegründet, das für den Einkauf von Garnen auf dem englischen Markt sorgte. Johann Christian Dürbig war das 109. Mitglied in der Vereinigung Leipziger Kaufleute "Die Vertrauten".
Der Sohn von Johann Christian Dürbig, Anton Ferdinand (1828–1900) ein Handelsrichter und Kaufmann, er war u. a. im Verwaltungsrat der Leipziger Vereinsbank tätig, wurde am 2. November 1857 Teilhaber des Unternehmens. Wie sein Vater war auch er Mitglied der für karitative Zwecke gegründeten Vereinigung der Vertrauten Gesellschaft, 1876 wurde er als 146. Mitglied aufgenommen. Am 4. Mai 1859 übernahm Anton Ferdinand die Firma Dürbig & Co. Nach 50 Jahren wechselte der Firmensitz 1865, von der Katharinenstraße 16, in das neu errichtete Haus Oldenbourg in die Schillerstraße 6. Prokurist der Firma war Richard Cramer. Der Sohn von A. F. Dürbig, Christian Heinrich Alfred, wurde 1876 Teilhaber der Firma. Anton Ferdinand starb am 19. März 1900 mit 72 Jahren, er leitete die Firma 40 Jahre bis zu seinem Tod. Am 31. Dezember 1900 wurde die Firma in Leipzig aufgelöst, das Unternehmen wechselte nach England.